# Fuzelaj

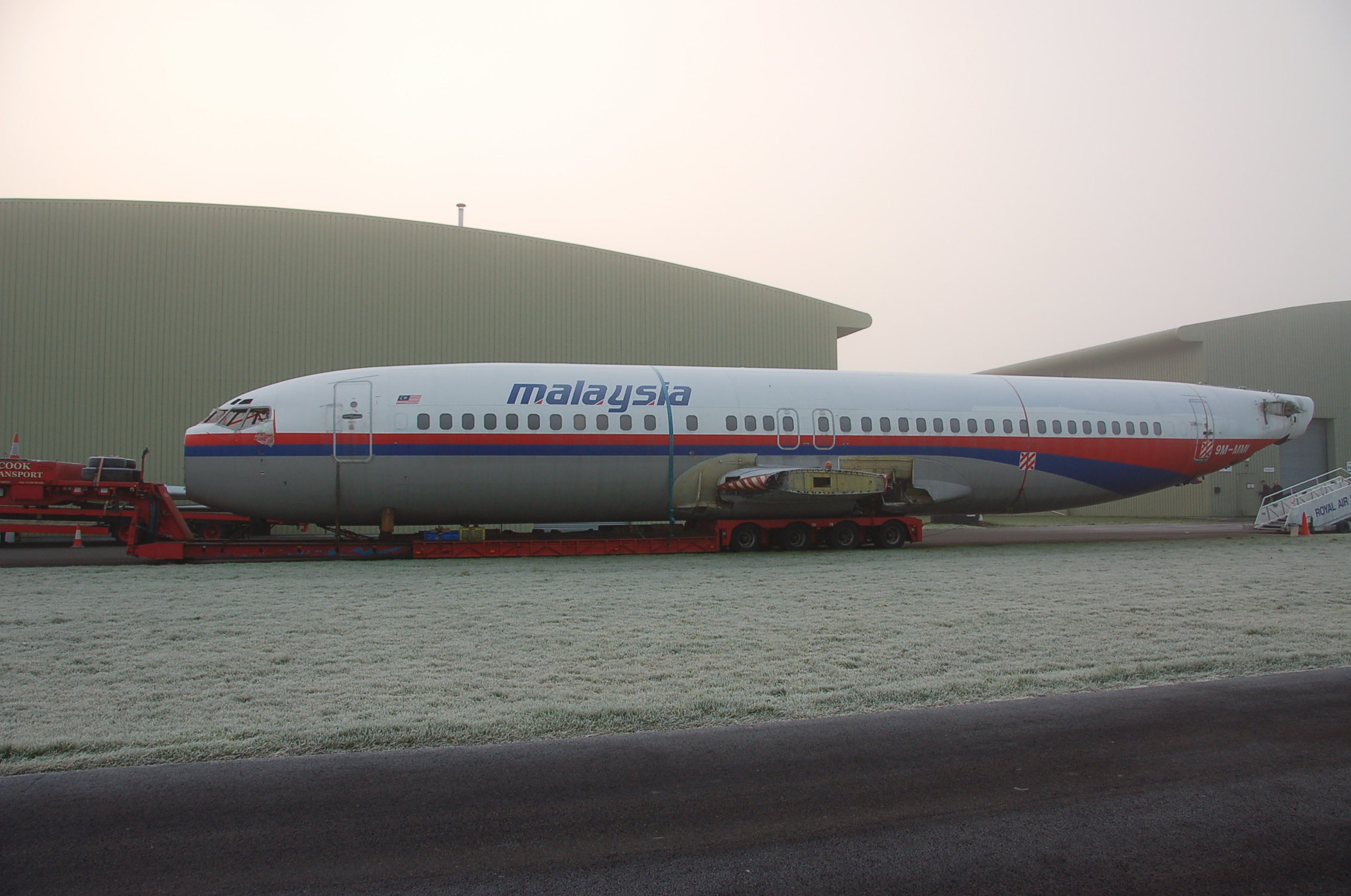
Fuzelajul unui avion Boeing 737

Fuzelajul este o parte componentă a unei aeronave (avion sau planor), profilată aerodinamic, care constituie spațiul util de transport.
Fuzelajul unește celelalte părți ale aeronavei (aripi, ampenaj, tren de aterizare, motor etc.). Rezistența fuzelajului este asigurată de cadre transversale și lise longitudinale care servesc ca sprijin pentru înveliș. În fuzelaj este depozitat o parte din combustibil și materialele de ungere.
Corpul hidravioanelor se numește fuzelaj-cocă, atunci când acesta se scufundă parțial în apă.
În fuzelaj este purtată încărcătura și se găsește postul de pilotaj (cabina sau cockpitul) cu comenzile. Avioanele de pasageri au inclusă în fuzelaj cabina pasagerilor și spațiul echipajului de deservire.

## Tipuri de fuzelaje

### După construcție
Tipurile de fuzelaje mai vechi aveau o structură internă de tip grindă (planorul RG-4 Pionier) sau grindă cu zăbrele (planorul RG-3), la care învelișul era, de regulă, din placaj de meteacăn rezistent și ușor, sau material textil impregnat ulterior, toate sarcinile fiind preluate de structura internă.
În prezent, odată cu apariția motoarelor turboreactoare, cele mai folosite fuzelaje în construcția aerospațială sunt cele de tip „cocă”. La aeronave se folosesc în prezent două tipuri de fuzelaje tip cocă:
- semimonococă cu structură formată din lonjeroane puternice și dintr-o rețea rară de lise și înveliș subțire.
- semicocă cu structură formată dintr-o rețea deasă de lise, lonjeroane false (lise rigidizate) și înveliș subțire.

Majoritatea avioanelor moderne au fuzelajul de tip semimonococă, o structură de rezistență ușoară, acoperită cu un înveliș care, de cele mai multe ori, este din foaie de aluminiu. În acest fel, eforturile sunt preluate de întreaga structură – atât partea structurală internă cât și înveliș.
Fuzelajele avioanelor de ultima generație au o construcție de tip monococă confecționate din materiale compozite (ușoare, cu o mare rezistență) la care nu există o structură internă, toate sarcinile fiind preluate de acest înveliș de tip monostructural.

### După dimensiune
După dimensiune, se pot distinge două mari categorii de fuzelaje:
- Fuzelaj îngust
- Fuzelaj larg